# 帕图斯潟湖

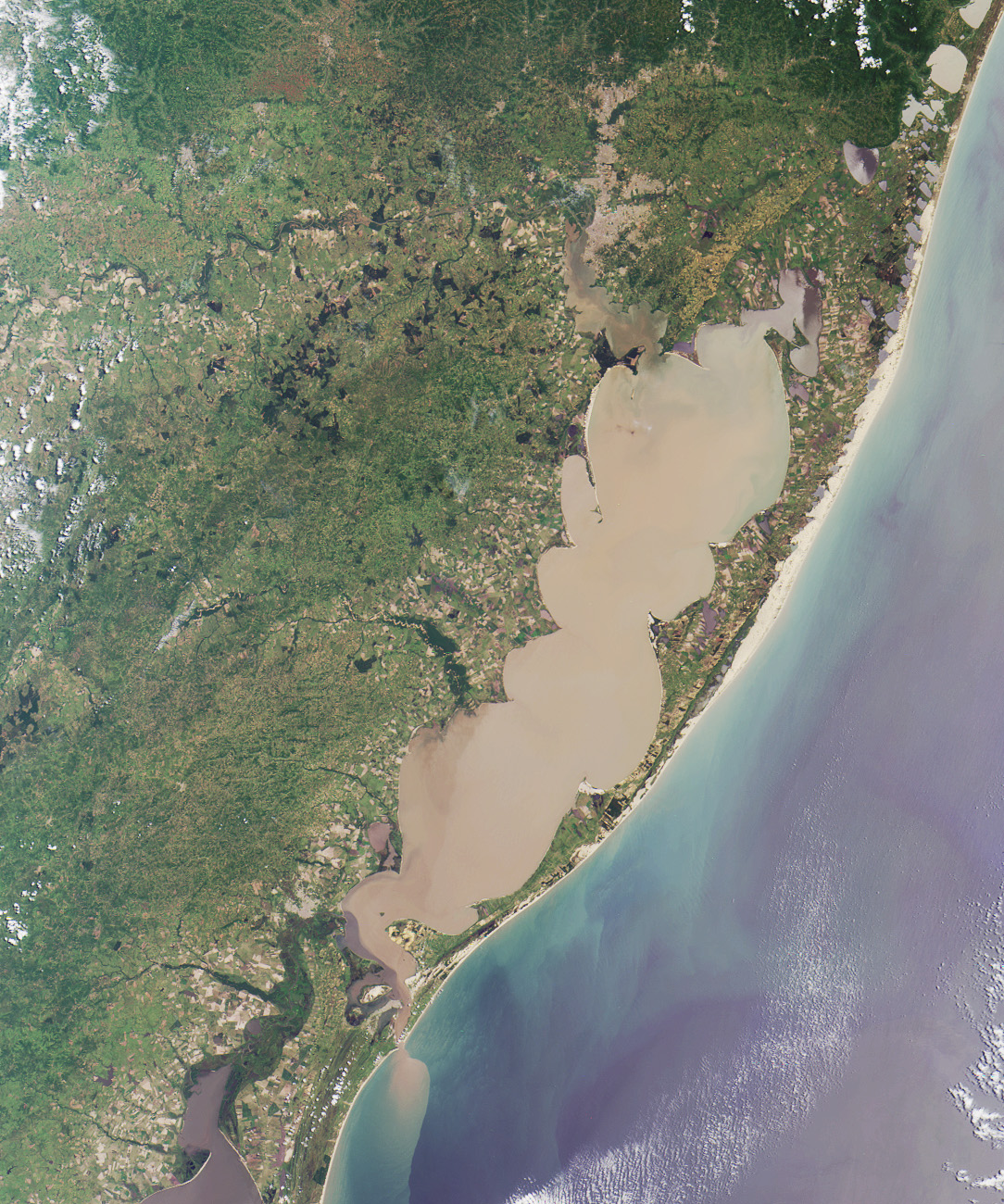

31°06′S 51°15′W / 31.100°S 51.250°W
帕图斯潟湖（葡萄牙語發音：[laˈɡo.ɐ dus ˈpatus]，[lɐˈɡow.wɐ]，本地發音：[laˈɡo.ɐ dos ˈpatʊs]）是巴西的湖泊，位於該國南部，由南里奧格蘭德州負責管轄，長280公里、寬70公里，面積9,850平方公里，是巴西最大和拉丁美洲第二大潟湖，平均水深3米，最大水深7米。帕托斯湖与大西洋隔有一20英尺（32千米）宽的沙坝。北岸有雅库依河注入，南岸有圣贡萨洛水道与米林潟湖相连。